# Harun al-Raschid, die Sklavin und Abu Yusuf

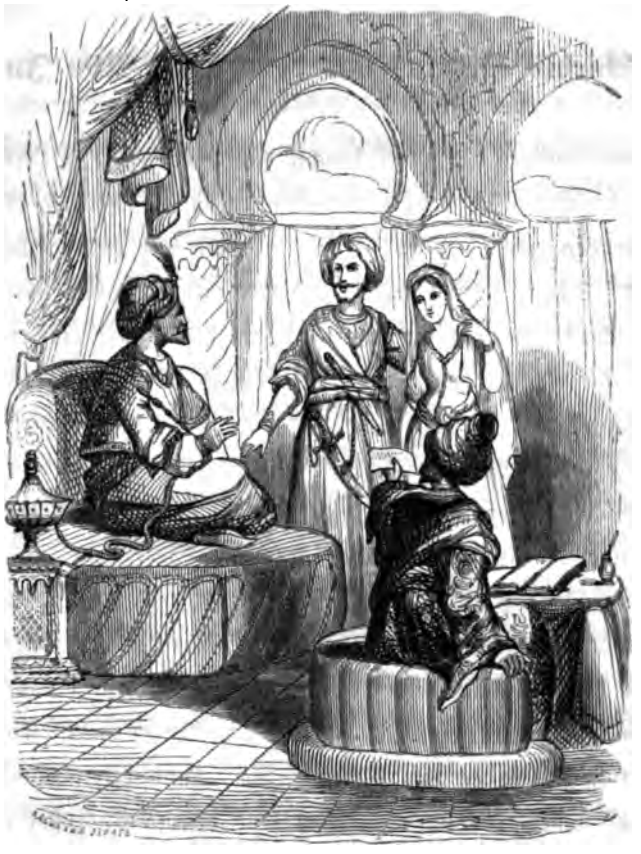
Dscha'far ibn Yahya und seine Sklavin, links sitzend Kalif Harun al-Raschid, am kleinen Tisch Abu Yusuf; in Gustav Weil: Tausend und eine Nacht, 1839, Band 2, S. 832.

Harun al-Raschid, die Sklavin und Abu Yusuf, auch Die Geschichte Harun al-Raschids mit dem Qadi Abu Yusuf ist eine Erzählung aus den Geschichten aus Tausendundeiner Nacht. In der Arabian Nights Encyclopedia wird sie als ANE 75 gelistet.
Die Kurzgeschichte erzählt, wie der legendäre Abbasiden-Kalif Hārūn ar-Raschīd den muslimischen Richter (Qadi) Abu Yusuf um Rat bittet, vertrackte Rechtsfragen nach den Regeln des Islam und der Scharia für ihn zu lösen.

## Handlung
Dscha'far ibn Yahya, der Wesir von Harun al-Raschid, verbrachte einen Abend in dessen Gesellschaft, wobei sie viel Alkohol konsumierten. Der Kalif erwähnte, er habe gehört, dass Dscha'far eine schöne Sklavin gekauft habe, die der Kalif selbst schon länger gerne besitzen möchte. Harun bat Dscha'far daher, sie ihm zu verkaufen. Als Dscha'far die Sklavin für unverkäuflich erklärte, entgegnete Harun, dass er sie ihm schenken solle. Doch auch das lehnte Dscha'far ab. Daraufhin erklärte Harun, dass er gegenüber seiner Gattin Zubaida dreimal die Scheidung aussprechen werde, wenn Dscha'far ihm die Sklavin nicht verkaufe oder verschenke. Dscha'far wiederum entgegnete, dass er dreimal gegenüber seiner Gattin die Scheidung aussprechen werde, wenn er die Sklavin Harun schenke.
Als beide aus dem Zustand der Trunkenheit erwachten, bemerkten sie, dass sie Schwüre ausgesprochen hatten, wodurch sie sich islamrechtlich nun in einer vertrackten Situation befanden, da sie ihre Schwüre einhalten müssen und mindestens einer der beiden sich nun von seiner Ehefrau scheiden lassen müsste. Harun rief daraufhin den muslimischen Oberrichter Abu Yusuf herbei, damit er die Situation nach den Regeln des Islam auflöse. Als Abu Yusuf erschien, erklärte Harun ihm die Situation. Abu Yusuf erklärte, die Sache sei einfach. Dscha'far solle einfach Harun die eine Hälfte der Sklavin verkaufen und ihm die andere Hälfte schenken.
Der Kalif war erfreut und beorderte sogleich die Sklavin her, wobei er sie sogleich heiraten und nicht auf den Ablauf der dreimonatigen gesetzlichen Wartezeit warten will. Auch hierfür wusste Abu Yusuf Rat und verheiratete die Sklavin mit einem versklavten Mamluken, der sobald die Ehe geschlossen war, ihr sofort ihr einen Scheidungsbrief ausstellen sollte, ohne dass die Ehe durch Geschlechtsverkehr auch vollzogen wurde, wodurch eine Wartezeit entfällt.
Der Mamluke heiratete die Sklavin, weigerte sich nun jedoch, den Scheidungsbrief zu unterzeichnen, auch als ihm tausend Dinare angeboten wurden. Harun al-Raschid geriet in Zorn, doch Abu Yusuf fand auch hierfür eine Lösung, indem er Harun dazu überredet, der Sklavin nun den Mamluken-Sklaven zu schenken, wodurch die Ehe offiziell als aufgelöst gelte. Harun al-Raschid war hocherfreut, erklärte Abu Yusuf, dass er es verdiene ein Qādī zu sein und ließ ihn reich mit Gold belohnen.

## Hintergrund

### Textherkunft und Rezeption
Die Erzählung findet sich in den ägyptischen Manuskripten und den frühen arabischen Druckausgaben von Tausendundeine Nacht. Ebenso enthalten ist sie in Halbat al-kumait von al-Nawadschi (gest. 1455) und I'lam al-Nas (Nr. 82b) von al-Itlidi (17. Jahrhundert).
Gustav Weil für seine Übersetzung auf die Bulaq-I-Edition bzw. die Breslauer Edition zurück, Richard Francis Burton und Enno Littmann auf die Kalkutta-II-Edition.

### Scharia-Rechtskniffe
Die Anekdote ist ein seltenes Beispiel für die Gattung der juristischen Tricks, die in der klassischen arabischen Literatur als hiyal (sing. hîla) bekannt sind. Eine der am häufigsten zitierten dieser juristischen Tricks betrifft eine Frau auf einer Leiter. Ihr Mann schwört, dass er sich von ihr scheiden lassen wird, wenn seine Frau auf der Leiter sich nach oben bewegt, heruntersteigt oder bleibt, wo sie ist – sie löst das Problem, indem sie hinunterspringt. Im Falle der Erzählung muss Abu Yusuf gleich drei solche Rechtskniffe finden.
In der ersten Frage geht es um das Problem der Schwüre und das Besitzrecht an Eigentum (in diesem Falle menschlichen Eigentums in Person der Sklavin). Nach traditionellem islamischen Eherecht erlischt mit dem dreifachen Aussprechen der Talaqs, des Scheidungsausspruchs, eine Ehe, woran Harun al-Raschid und Dscha'far ibn Yahya durch ihren Schwur gebunden wären, wenn sie die Situation nicht auflösen. Das traditionelle islamische Sklavenrecht kennt den nicht vollständigen Besitzanteil bei Gütern und auch bei Sklaven. Dscha'far kann seinen Schwur einhalten, indem er die Besitzanteile an der Sklavin spaltet und Harun den einen Teil verkauft und den anderen schenkt.
In der zweiten Frage geht es um die von Harun al-Raschid gewünschte Umgehung der dreimonatigen Wartefrist, bevor eine geschiedene Frau wieder heiraten darf, bzw. eine Konkubine nach dem letzten Geschlechtsverkehr mit ihrem Besitzer verkauft werden darf. Die Wartezeit dient zur Feststellung einer möglichen Schwangerschaft. Eine Sklavin, die ein Kind von ihrem Besitzer erwartet, durfte von diesem nicht mehr verkauft werden und erhielt nach dem Tod ihres Besitzers die Freiheit. Da für Sklaven andere Regelungen als für Freie galten, soll die Sklavin nun mit dem versklavten Mamluken verheiratet werden, wodurch die Abwartzeit umgangen werden kann. Die sofortige Scheidung nach der Eheschließung ist möglich, da die beiden keinen Geschlechtsverkehr haben.
In der dritten Frage, wo sich der Mamluke weigert, die Scheidung gegenüber der Sklavin auszusprechen, kann Abu Yusuf die Situation lösen, indem er Harun al-Raschid dazu überredet, den Mamluken-Sklaven der Sklavin zu schenken. Da Ehen von Sklaven keinen rechtlichen Bestand bei einem Besitzerwechsel haben, kann die Situation auch hier gelöst werden.

### Historische Figuren
Mit Ausnahme der namenlosen Sklavin und des Mamluken handelt es sich bei den drei Hauptprotagonisten um historische Figuren. Der legendäre Harun al-Raschid (766–809) war der fünfte Abbasiden-Kalif; Dscha'far ibn Yahya (767–803) aus der Dynastie der Barmakiden sein Wesir, und der Qadi Abu Yusuf (um 730–798) – Mitbegründer der hanafitischen Rechtsschule – soll von dem Kalifen zum obersten Richter von Bagdad ernannt worden sein.

## Ausgaben
- Gustav Weil: Tausend und eine Nacht – Arabische Erzählungen, Karl Müller Verlag, Erlangen 1984 (dt. Erstausgabe 1839), Band 2, S. 342–344.
- Enno Littmann: Die Erzählungen aus den tausendundein Nächten, Insel Verlag, Frankfurt 1968, Band 3, S. 160–163.